# 西鹿
西鹿，（希伯來語：‎），天主教翻譯為“色鲁格”，聖經創世紀中人物，諾亞子孙，相傳為閃的后代，拉吴的儿子，犹太人的始祖之一。